# Tossal del Rei
A Tossal del Rei, a katalán Királydomb, vagy népszerű nevén Háromkirálydomb (katalánul: Tossal dels tres reis, spanyolul: Tosal del Rey, aragónul: Tozal del Rei) egy domb Spanyolországban Valencia, Zaragoza és Barcelona között, Valencia, Aragónia és Katalónia autonóm közösségek határa.

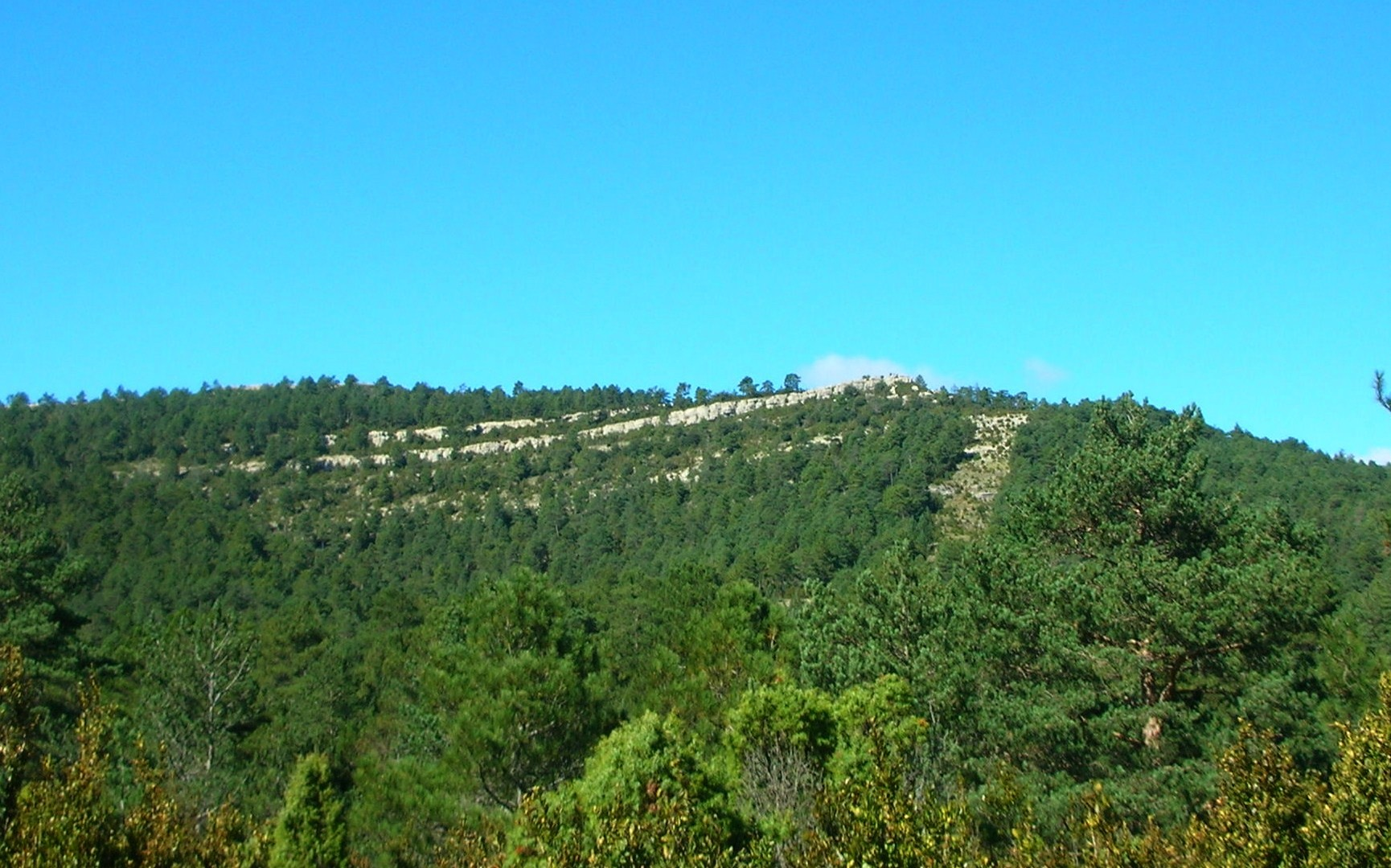
A Háromkirálydomb Fredes felől

## Helye
A domb az Ebro vízgyűjtőjében van. Aragóniából a Pena, Katalóniából pedig közvetlenül az Ebro települései felől közelíthető meg, Valenciából Fredes település a közvetlen szomszédságában van.
Az Els Ports természeti park nyugati oldalán van. Koordináták ezredpontossággal: é. sz. 40,733°, k. h. 0,170°40.733000°N 0.170000°E.

## Elérése
A Tossal dels tres reis Aragóniából a Pena vízgyűjtő településeitől a Pena folyó forrásánál érhető el. Délről és keletről a Valenciában induló, majd Katalónián át ebbe a Pena folyóba ömlő Racó d' Pattorat vízfolyásnál van.
A fő közlekedési útvonalakat tekintve a katalán-valenciai határnál előbbi oldaláról legkönnyebben Amposta-Santa Bàrbara irányából lehet elérni turistaként. A Lleida, Zaragoza továbbá Sigüenza-Madrid irányába tartó közlekedési csomópont, Alcañiz mintegy 60 km távolságban van.